# Cantón de Payrac
El cantón de Payrac era una división administrativa francesa, que estaba situada en el departamento de Lot y la región de Mediodía-Pirineos.

## Composición
El cantón estaba formado por nueve comunas:
- Calès
- Fajoles
- Lamothe-Fénelon
- Le Roc
- Loupiac
- Masclat
- Nadaillac-de-Rouge
- Payrac
- Reilhaguet

## Supresión del cantón de Payrac
En aplicación del Decreto n.º 2014-154 de 13 de febrero de 2014, el cantón de Payrac fue suprimido el 22 de marzo de 2015 y sus 9 comunas pasaron a formar parte del nuevo cantón de Souillac.